# Арнаутито
Арнау̀тито е село в Южна България, община Стара Загора, област Стара Загора.

## География
Село Арнаутито се намира на около 15 km юг-югозападно от областния и общински център Стара Загора и 21 km североизточно от град Чирпан. Разположено е в западната част на Старозагорското поле на Горнотракийската низина. Северно покрай селото тече на изток река Ракитница. Надморската височина в центъра на селото при кметството е около 203 m. Климатът е преходно-континентален.
Общински път води от Арнаутито на североизток до разклон и на север от разклона през селата Калояновец и Християново към град Стара Загора, а на запад от разклона до връзка с второкласния републикански път II-66 и по него на север към Стара Загора, а на юг към Чирпан. На около километър северозападно от селото минава автомагистрала „Тракия“, с която то няма пряка връзка.
На около 2,5 km пътно разстояние от селото се намира спирка „Калояновец“ на Железопътната линия Пловдив – Бургас.
Землището на село Арнаутито граничи със землищата на: село Ракитница на север; село Калояновец на изток; село Борово на югоизток; село Михайлово на югозапад; село Яздач на запад.
Етническият състав на населението на село Арнаутито по численост и дял на етническите групи според преброяването през 2011 г. е:
| Етнически групи     | Численост | Дял (в %) |
| Общо                | 293       | 100       |
| Българи             | 256       | 87,37     |
| Турци               | 15        | 5,12      |
| Цигани              | 10        | 3,41      |
| Други               | 0         | 0         |
| Не се самоопределят | 0         | 0         |
| Не отговорили       | 12        | 4,10      |

Числеността на населението на село Арнаутито по данните от преброяванията от 1934 г. насам се променя както следва:
| \| Година на преброяване \| Численост \| \| --------------------- \| --------- \| \| 1934 \| 1169 \| \| 1946 \| 1158 \| \| 1956 \| 1148 \| \| 1965 \| 909 \| \| 1975 \| 719 \| \| 1985 \| 489 \| \| 1992 \| 404 \| \| 2001 \| 337 \| \| 2011 \| 293 \| \| 2021 \| 412 \| |           |
| Година на преброяване | Численост |
| 1934 | 1169      |
| 1946 | 1158      |
| 1956 | 1148      |
| 1965 | 909       |
| 1975 | 719       |
| 1985 | 489       |
| 1992 | 404       |
| 2001 | 337       |
| 2011 | 293       |
| 2021 | 412       |

## История
След Руско-турската война 1877 – 1878 г. по Берлинския договор 1878 г. селото – и тогава с име Арнаутито, остава в Източна Румелия; присъединено е към България след Съединението 1885 г.
Предположенията за произхода на наименованието на селото са свързани с първия турски бей, заселил се в землището му, който бил арнаутин (албанец). Допуска се наименованието да се дължи и на обстоятелството, че първите заселници са били българи, придошли от Дебърско – арнаути.
През войната 1877 г. местният турски чифликчия Хаджи Тахир ага убива 30 българи, не успели да избягат от чифлика му. Около 120 души от местното население бягат в Стара Загора, за да не бъдат убити от настъпващата армия на Сюлейман паша.
Училище (начално) в село Арнаутито се създава през 1905 г.; действащо е и към 1944 г. Децата от селото се обучават и в основното училище в село Калояновец.
Читалище „Светлина“ в село Арнаутито е създадено през 1928 г. През 2009 г. на законово основание към наименованието му „Светлина“ е добавена годината на неговото първоначално създаване и то става „Светлина – 1928“.

## Обществени институции
Село Арнаутито към 2025 г. е център на кметство Арнаутито.
В село Арнаутито към 2025 г. има:
- действащо читалище „Светлина – 1928“;[15]
- православна църква „Свети Георги“;[16]

## Културни и природни забележителности
Паметник на загиналите през войните 1912 – 1913 г. и 1915 – 1918 г. от село Арнаутито се намира югозападно от църквата зад гробището. Върху лицевата му страна е вдълбан текст с имената на загиналите.
Село Арнаутито попада в обхвата на Защитената зона по директивата за местообитанията „Река Съзлийка“.

## Редовни събития
Съборът на селото е на Гергьовден – когато е храмовият празник на църквата в селото. Празнува се с курбан и музика пред читалището.

## Личности
- Иван Кирчев (1900 – 1945) – български драматичен актьор, роден в Арнаутито.